# Alcudia
Alcudia (catalansk: Alcúdia) er en by og kommune i det østlige Spanien på øen Mallorca i provinsen De Baleariske Øer. Den har et indbyggertal på 21.683 (2024) indbyggere.
Byen blev grundlagt 123 år f.Kr.
Den gamle del af byen er omgivet af en bymur fra middelalderen, og inden for bymuren finder man smalle gader, kirker og et arkæologisk museum. 
Et væsentlig trækplaster for mange udenlandske turister er stranden Playa de Alcudia.